# Лучицький Ігор Володимирович
І́гор Володи́мирович Лучи́цький (10 квітня (23 квітня) 1912, Варшава — 30 вересня 1983, Москва) — радянський геолог. Фахівець у галузі палеовулканології, тектоніки, тектонофізики та моделювання тектонічних процесів. Член-кореспондент АН СРСР (26 листопада 1968 року).

## Біографія
Син геолога Володимира Лучицького, онук історика Івана Лучицького.
1936 року закінчив Московський геологорозвідувальний інститут.